# Federació Internacional de Rugbi Amateur
La Federació Internacional de Rugbi Amateur o FIRA (en francès: Fédération Internationale de Rugby Amateur, FIRA) es va formar el 1934 amb l'objectiu de promoure, desenvolupar, organitzar i administrar el joc de rugbi a 15 a Europa fora de l'autoritat de la International Rugby Board (la direcció mundial del rugbi a 15), i va estendre's ràpidament fora del continent.
Fins a la seva fusió final amb la IRB, la FIRA fou l'organització de rugbi més multinacional al món, en part perquè la IRB s'havia concentrat massa en el món anglofon on parlava de Home nations o Tri Nations més França. La FIRA ha estat generalment una eina positiva en l'esport, en l'expansió més enllà de l'Angloesfera.
Els membres de fundadors foren Regne d'Itàlia, Romania, Països Baixos, Catalunya, Portugal, Txecoslovàquia, i Suècia.
Durant els anys 1990 es torna a integrar a l'International Rugby Board i torna a ser una entitat europea.

## Competicions
- Campionat europeu de nacions Copa de Nacions
- Campionat europeu femení de nacions
- Copa de Regions Europea
- Circuit VII Europeu
- Campionat Europeu Sub-18
- Campionat Europeu Sub-20
- Torneig de U18 Europeu & Campionat (inexistent)
- Campionat de U19 Mundial (difunt)
- Torneig de U20 Europeu
- Copa Sots-21 Rugby Union World Cup (inexistent)

## Història
Durant molts anys, les autoritats de l'esport havien sospitat que la junta directiva de la Federació Francesa de rugbi a 15 (FFR) estava permetent l'abús de les regles sobre l'amateurisme, i el 1931 la Federació Francesa de Rugbi fou suspesa de jugar partits internacionals contra nacions de la IRB. Com a resultat, la Fédération Internationale de Rugby Amateur (FIRA) es fundava el 1932.
El 1934 fou format a instàncies dels francesos. Estava dissenyat per organitzar el rugbi fora de l'autoritat de la Junta de Rugbi Internacional, com se sabia a l'època. Els membres de fundadors eren el Regne d'Itàlia, Romania, Països Baixos, Catalunya, Portugal, Txecoslovàquia i Suècia. L'any 1940 l'Espanya franquista va integrar per la força la selecció catalana amb la selecció espanyola de rugbi, perdent així Catalunya la seva independència esportiva. A finals de la dècada dels 2000, la restituïda Federació Catalana va intentar, sense èxit, recuperar el seu estatus internacional, citant els drets històrics com a membre fundador de la FIRA.
El campionat europeu organitzat per FIRA incloïa els equips nacionals d'Itàlia, França, Espanya, Txecoslovàquia, Romania i Alemanya.
Després de la guerra, amb la caiguda de l'Eix, la influència feixista es va aturar (amb l'excepció d'Espanya i Portugal), però la FIRA en canvi va acabar competint amb els països socialistes del Pacte de Varsòvia. D'aquests estats, quatre van deixar d'existir —es van dividir l'URSS, Txecoslovàquia i Iugoslàvia als seus països de component, i Alemanya de l'Est es va fusionar amb l'Oest. El 1979, els membres de FIRA van incloure la Unió Soviètica, Romania, Itàlia, Espanya, els Països Baixos i Dinamarca.
El 1974, la FIRA inaugurava el Campionat de la FIRA, que proporcionava una valuosa competició internacional per països europeus a part del 5 nacions. Així, es jugava en tres divisions, incloent-hi virtualment tots els països de l'Europa Continental. Més tard va expandir els seus horitzons i va acceptar el Marroc, Tunísia i altres països no europeus. França invariablement hi va ingressar el seu equip A, així com al Torneig de les Sis Nacions, normalment un equip de França, i Itàlia, abans de participar en el Torneig de les Sis Nacions també sol jugar-hi La segona divisió de nacions de Geòrgia i Romania actualment competeixen en el campionat, també, i com Espanya i Portugal tots dos han estat en Copes Mundials de Rugbi. La primera competició de divisió era gairebé sempre guanyada per França, encara que la Unió Soviètica l'ha guanyat una vegada, Romania l'ha guanyat fins a cinc vegades, i Itàlia una o dues vegades.
Durant els anys 80, l'IRB va començar a deixar els seus prejudicis anglosaxons i va començar a convidar totes les federacions de rugbi de cada país per fer-se'n. Això, juntament amb la decisió de l'IRB d'abraçar el concepte d'una Copa Mundial de Rugbi.
Els anys 90 la FIRA va reconèixer l'IRB com la junta directiva del món i, després de negociacions amb l'IRB, va acceptar integrar-se dins de l'IRB. El 1999 va convertir el seu nom en FIRA– Associació de Rugbi Europeu (FIRA-AER), va promoure i governar la federació de rugbi a l'àrea europea i va disputar el campionat mundial júnior. La FIRA–AER ha organitzat els campionats mundials sub-19 i sub-21 fins que la IRB els fusionà a la sub-20 Campionat Mundial Júnior i Trofeu Mundial Júnior el 2008.